# 澳大利亞大鮈鱥
澳大利亞大鮈鱥（學名：Macrhybopsis australis）為輻鰭魚綱鯉形目雅羅魚科的其中一種，被IUCN列為易危保育類動物，分布於北美洲美國奧克拉荷馬州及德克薩斯州的紅河上游流域，體長可達7公分，棲息在沙石底質的溪流底層水域，生活習性不明。